# 七公增三
武仙座34，又名BD+49 2514，HD 149081、SAO 46128、HR 6156，是武仙座的一颗恒星，视星等为6.45，位于銀經75.86，銀緯42.99，其B1900.0坐标为赤經16h 27m 21.2s，赤緯+49° 42.99′ 43″。